# Ateuchus substriatum
Ateuchus substriatum là một loài bọ cánh cứng trong họ Bọ hung (Scarabaeidae).